# Friedrich Günther (Jurist)
Friedrich Hermann Günther (* 22. Oktober 1880 in Nossen, Sachsen; † nach 1944, 1954 für tot erklärt) war ein deutscher Jurist, Ministerialdirektor und Leiter der Sächsischen Staatskanzlei.

## Leben
Günther war der Sohn des Universitätsprofessors Julius Hermann Günther. Nach dem Abitur an der Fürstenschule in Meißen studierte er Rechtswissenschaft in Berlin, München, Genf und Leipzig. Am 20. Januar 1904 bestand er die Erste Staatsprüfung an der Universität Leipzig mit „gut“. Am 23. Mai 1908 legte er in Dresden das Assessorexamen (Große Staatsprüfung) mit „gut“ ab. 1914 kam er zum Landgericht Plauen.
Von 1914 bis 1918 nahm Günther als Kavallerist, Infanterist und Fliegerbeobachter am Ersten Weltkrieg teil, in dem er vor allem an der Westfront zum Einsatz kam. Im Krieg wurde er zweimal verletzt und mit dem Eisernen Kreuz ausgezeichnet. Eine Verletzung erlitt er 1916 als Leutnant der Landwehr beim Reserve-Infanterie-Regiment 242.
1921 kam Günther als Landgerichtsrat an das Landgericht Dresden. Am 1. September 1927 wurde er zum Oberlandesgerichtsrat am Oberlandesgericht Dresden befördert, wo er bis zum 8. März 1933 tätig blieb. Privat verheiratete er sich 1922 mit Charlotte Becker. Aus der Ehe gingen zwei Kinder hervor.
Politisch war Günther seit 1919 in der Völkischen Bewegung tätig. Er gehörte dem Alldeutschen Verband und bis 1921 der Ogesch und der Zeitfreiwilligenabteilung Plauen an. Ab 1921 war er zeitweise Mitglied der Marine-Brigade Ehrhardt.
Nachdem Günther bis 1929 der DNVP angehört hatte, trat er zum 1. Februar 1931 in die NSDAP ein (Mitgliedsnummer 422.822), der er schon früher als Rechtsberater des SA-Führers Manfred von Killinger nahegestanden hatte.

### Zeit des Nationalsozialismus
Wenige Wochen nach der Machtergreifung der Nationalsozialisten wurde Günther am 9. März 1933 zum stellvertretenden Reichskommissar für Sachsen und am 8. Mai 1933 zum Chef der Sächsischen Staatskanzlei im Rang eines Ministerialdirektors ernannt. In dieser Eigenschaft war er von Juli 1933 bis Februar 1934 auch stellvertretender Bevollmächtigter Sachsens im Reichsrat.
Am 30. Juni 1934 wurde Günther in Schutzhaft genommen, die er unter anderem im KZ Columbia-Haus verbrachte und aus der er am 17. August 1934 wieder entlassen wurde. Hintergrund der Verhaftung waren wahrscheinlich die Rivalitäten zwischen seinem Vorgesetzten, dem sächsischen Ministerpräsidenten Killinger, und dem Statthalter Martin Mutschmann, der Günther auch Anfang 1935 in den Ruhestand versetzen ließ. Offiziell war er anschließend vom 1. Juli 1935 bis zum 30. Juni 1937 im einstweiligen Ruhestand.
Nach seiner Rehabilitierung erhielt Günther das Amt eines Senatspräsidenten am Oberlandesgericht Hamm. Am 1. November 1942 folgte seine Bestallung als Senatspräsident beim Kammergericht in Berlin. Dort leitete er den 15. Zivilsenat, der zugleich als Fideikommiss-Senat fungierte. Den Beurteilungen in seiner Personalakte zufolge versah Günther seine Aufgaben mit großem Fleiß und Gründlichkeit.
Am 26. Januar 1945 wurde Günther durch Reichsjustizminister Otto Thierack wieder an das Oberlandesgericht Dresden versetzt. Sein weiteres Schicksal ist unbekannt.
Günther wurde durch Beschluss des Kreisgerichts Dresden (Stadtbezirk 2) vom 15. Juni 1954 (Aktenzeichen II F 52/53) mit Wirkung vom 31. Dezember 1951 für tot erklärt.

## Ehe und Familie
Günther heiratete am 14. August 1922 in Dresden Ida Charlotte Becker (* 26. Dezember 1895 in Dresden).